# Gmina Olesno (Powiat Dąbrowski)
Die Gmina Olesno ist eine Landgemeinde im Powiat Dąbrowski der Woiwodschaft Kleinpolen in Polen. Ihr Sitz ist das gleichnamige Dorf.
Die Gemeinde verfügt über sechs Grundschulen, ein Gymnasium, eine Oberschule, zwei Kindergärten und eine Bücherei.

## Geographie
Die Landgemeinde liegt 30 km von Tarnów entfernt und grenzt an die Kreisstadt Dąbrowa Tarnowska. Die Gmina Olesno liegt im Gebiet des Sandomierz-Tales (poln. Kotlina Sandomierska).
Die Bahnstrecke Tarnów–Szczucin bediente die Stationen Olesno Tarnowskie und Dąbrówki Breńskie.

## Gliederung
Die Landgemeinde (gmina wiejska) Olesno gliedert sich auf einer Fläche von 77,6 km² in folgende zwölf Schulzenämter (sołectwo):
Olesno, Adamierz, Breń-Podborze, Ćwików, Dąbrówka Gorzycka, Dąbrówki Breńskie, Niwki, Oleśnica, Pilcza Żelichowska, Swarzów, Wielopole und Zalipie.

## Persönlichkeiten
- Bogdan Musiał (geb. 1960 in Wielopole), Historiker.